# Credo Reference
Credo Reference, ehemals Xrefer, ist eine US-amerikanische abonnement-basierte digitale Bibliothek, in der Nachschlagewerke bereitgehalten werden, auf die man über das Internet zugreifen kann (Online-Lexikon).

## Geschichte
Der Dienst wurde 1999 gegründet und hat seinen Sitz in Boston (Massachusetts). Daneben wird ein Büro in Oxford unterhalten (früher: London).
Zwischen 2000 und 2003 war Xrefer werbefinanziert, frei zugänglich und einer der Hauptwettbewerber von Wikipedia als Open-Access-Enzyklopädie. Als die Dotcom-Blase platzte und die Erlöse durch Internetwerbung einbrachen, startete Xrefer eine Abonnement-Variante namens Xreferplus. Am 17. Juni 2003 wurde der kostenfreie „Xrefer showcase“ Service eingestellt. Der Namenswechsel zu Credo Reference erfolgte im Jahr 2007. Der Dienst firmiert unter dem Motto: „Smart research starts here.“

## Inhalte
Credo Reference enthält Online-Versionen von 541 englischsprachigen Enzyklopädien, Wörterbüchern, Thesauri, Zitatesammlungen und Fachbüchern von mehr als 70 Verlagen (Stand: Mai 2011). Darunter befinden sich Werke von Blackwell Publishing, Cambridge University Press, Collins, Elsevier, Encyclopædia Britannica, Faber and Faber, Macmillan, Merriam-Webster, Pearson Education, Penguin, Routledge, Springer, Wiley und einiger amerikanischer Universitätsverlage.
Über die Suchfunktion ist es möglich, mit einer Abfrage im gesamten Bestand nachzuschlagen oder einzelne Werke zu durchsuchen.
Die Volltexte der Werke, die in Credo Reference enthalten sind, werden speziell für das Internet aufbereitet. Credo Reference erstellt selbst sogenannten „Featured content“ bzw. „Topic pages“ zu aktuellen oder sonst populären Themen, die aus dem allgemeinen Angebot ausgewählt werden. Dabei sind nicht immer alle verzeichneten Inhalte abrufbar. Teilweise fehlen Bilder oder ergänzende Essays.
Zu jedem Artikel wird eine Zitierhilfe mit mehreren Zitierstilen (APA, Chicago, Harvard, MLA) ausgegeben.

## Abonnement
Die Nutzung ist ausschließlich über ein Abonnement möglich, das nur für wissenschaftliche, staatliche, öffentliche und privatwirtschaftliche Bibliotheken verfügbar ist. Endnutzer können die Werke über eine Bibliothek abrufen, die das Abonnement bezieht. Bibliothekare können aus dem Angebot auswählen, welche Titel sie abonnieren möchten. Die Auswahl kann auch während der Laufzeit des Abonnements geändert werden.